# كوبان (مدينة أثرية)
كوبان هو موقع أثري لحضارة المايا يقع في إدارة كوبان في غرب هندوراس، ويقع على مقربة من الحدود مع غواتيمالا. كانت عاصمة لمملكة مايانية في العهد الكلاسيكي من القرن الخامس إلى القرن التاسع الميلادي. كانت المدينة تقع في أقصى الجنوب الشرقي من المنطقة الحضارية في أمريكا الوسطى، على الحدود مع منطقة حضارة البرزخ الكولومبية، وكانت محاطة بالشعوب غير المايانية تقريبا.
كانت كوبان مسكونة لأكثر من ألفي سنة. طوّرت المدينة أسلوبا نحتيا مميزا ضمن تقاليد المايا في المنخفضات، ربما للتأكيد على انتماء حكام المدينة لعرقية المايا.
تمتدّ سجلات المدينة التاريخية على الجزء الأكبر من الفترة الكلاسيكية وتم فحص السجلات بالتفصيل من قبل علماء الآثار والخطاطين. كانت كوبان مدينة قوية تحكم مملكة واسعة داخل منطقة المايا الجنوبية.  عانت المدينة من كارثة سياسية كبيرة في عام 738 ميلادي عندما تم القبض على أواشاكلاجون أوآيا كاويل، أحد أعظم الملوك في تاريخ أسرة كوبان، وأعدم من قبل تابعه السابق، ملك مدينة كيوريجوا. أسفرت هذه الهزيمة غير المتوقعة عن جمود استمر مدة 17 عامًا في المدينة، وخلال هذه الفترة كان كوبان خاضعة لمدينة كيريغوا.
تعرّض جزء كبير من الجانب الشرقي من المدينة للتآكل بسبب نهر كوبان، رغم أنه قد تم تحويل مجرى النهر منذ ذلك الحين لحماية الموقع من أي أضرار أخرى.

## الأسماء
يُعتقد أن الاسم القديم لكوبان كان أوشويتيك (بالمايانية Oxwitik)، وتعني «الويتيك الثلاثة»، ولكن معنى كلمة «ويتيك» نفسها لا يزال غامضا. 

## الموقع

موقع كوبان

تقع كوبان في غرب هندوراس على مقربة من الحدود مع غواتيمالا. وهي تقع في بلدية كوبان رويناس في مقاطعة كوبان. وتقع في واد خصب بين سفوح الجبال على ارتفاع 700 متر (2,300 قدم) فوق مستوى سطح البحر. تقع أطلال الموقع الأساسي للمدينة على بعد 1.6 كيلومتر (1 ميل) من قرية كوبان رويناس الحديثة، والتي بنيت على موقع مجمع كبير يعود إلى الفترة الكلاسيكية.
في الفترة قبل الكلاسيكية، كانت أرض وادي كوبان رخوة وتملؤها المستنقعات وعرضة للفيضانات الموسمية. وفي أوائل الكلاسيكية، قام السكان بتمهيد أرض الوادي وأجروا مشاريع بناء لحماية عمارة المدينة من آثار الفيضانات. 
كان لكوبان تأثير كبير على المراكز الإقليمية في غرب ووسط هندوراس، ما حفز إدخال خصائص حضارة أمريكا الوسطى إلى القبائل المحلية. 

## السكان

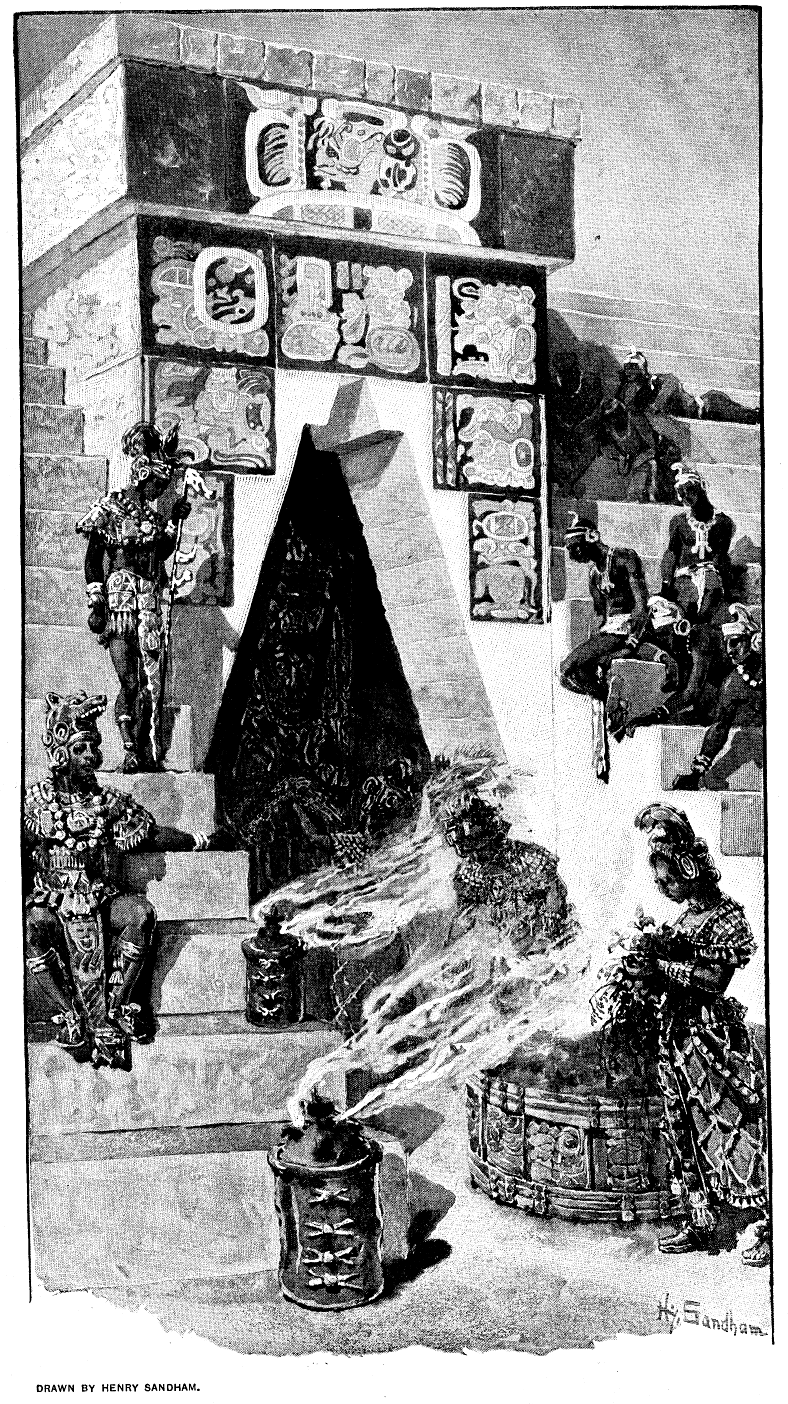
تخيّل فني للمايا. لوحة من عام 1898 بريشة هنري ساندهام.

بلغ عدد سكان مملكة كوبان ما لا يقل عن 20,000 نسمة في ذروة قوتها في أواخر الكلاسيكية، وغطت مساحة أكثر من 250 كيلومترا مربعا (100 ميل مربع).  تغطي منطقة كوبان الكبرى التي تتألف من المناطق المأهولة بالسكان في الوادي حوالي ربع مساحة مدينة تيكال. تشير التقديرات إلى أن ذروة التعداد السكاني في وسط كوبان كانت بين 6,000 و9,000 نسمة في مساحة 0.6 كيلومتر مربع (0.23 ميل مربع)، مع وجود 9,000 إلى 12,000 شخص آخرين يعيشون في محيط المدينة – وهي مساحة تبلغ 23.4 كيلومتر مربع (9.0 متر مربع). بالإضافة إلى ذلك، كان يقدر عدد سكان الريف من 3,000 إلى 4,000 نسمة في منطقة مساحتها 476 كيلومتر مربع (184 ميل مربع) من وادي كوبان، وبهذا يقدّر عدد السكان الإجمالي بما بين 18,000 و25,000 نسمة في الوادي خلال الفترة الكلاسيكية المتأخرة. 

## التاريخ
لا يعرف الكثير عن حكام كوبان قبل تأسيس سلالة جديدة التي يعود أصلها إلى تيكال في أوائل القرن الخامس الميلادي، رغم أن أصول المدينة يمكن إرجاعها إلى الفترة قبل الكلاسيكية. أصبحت كوبان بعد ذلك واحدة من أقوى مدن المايا وكانت قوة إقليمية في منطقة المايا الجنوبية. hKIH عانت من هزيمة كارثية على يد مدينة كانت تابعة تدعى كيريغوا في 738، عندما تم الاستيلاء على الملك واشاكلاجون أوآاآه كاويل وقطع رأسه على يد حاكم كيريغوا كاك تيليو تشان يوبات.  ورغم هذه النكسة الكبيرة، بدأ حكام كوبان في بناء هياكل ضخمة مرة أخرى في غضون بضعة عقود.
واستمر استيطان منطقة كوبان بعد إقامة آخر المباني الاحتفالية الرئيسية والآثار الملكية، ولكن انخفض عدد السكان في القرنين الثامن والتاسع من عشرين ألف في المدينة إلى أقل من 5,000. استمر الانخفاض في عدد السكان لأكثر من أربعة قرون قبل أن تظهر علامات الانهيار بالفعل، مما يدل على استقرار هذا الموقع حتى بعد سقوط السلالات الحاكمة والعائلة المالكة.  تم التخلي عن مركز الاحتفالات بقبلها بفترة طويلة وبقي الوادي المحيط بها موطنا لعدد قليل من القرى الزراعية في زمن وصول الإسبان في القرن السادس عشر.

## معرض

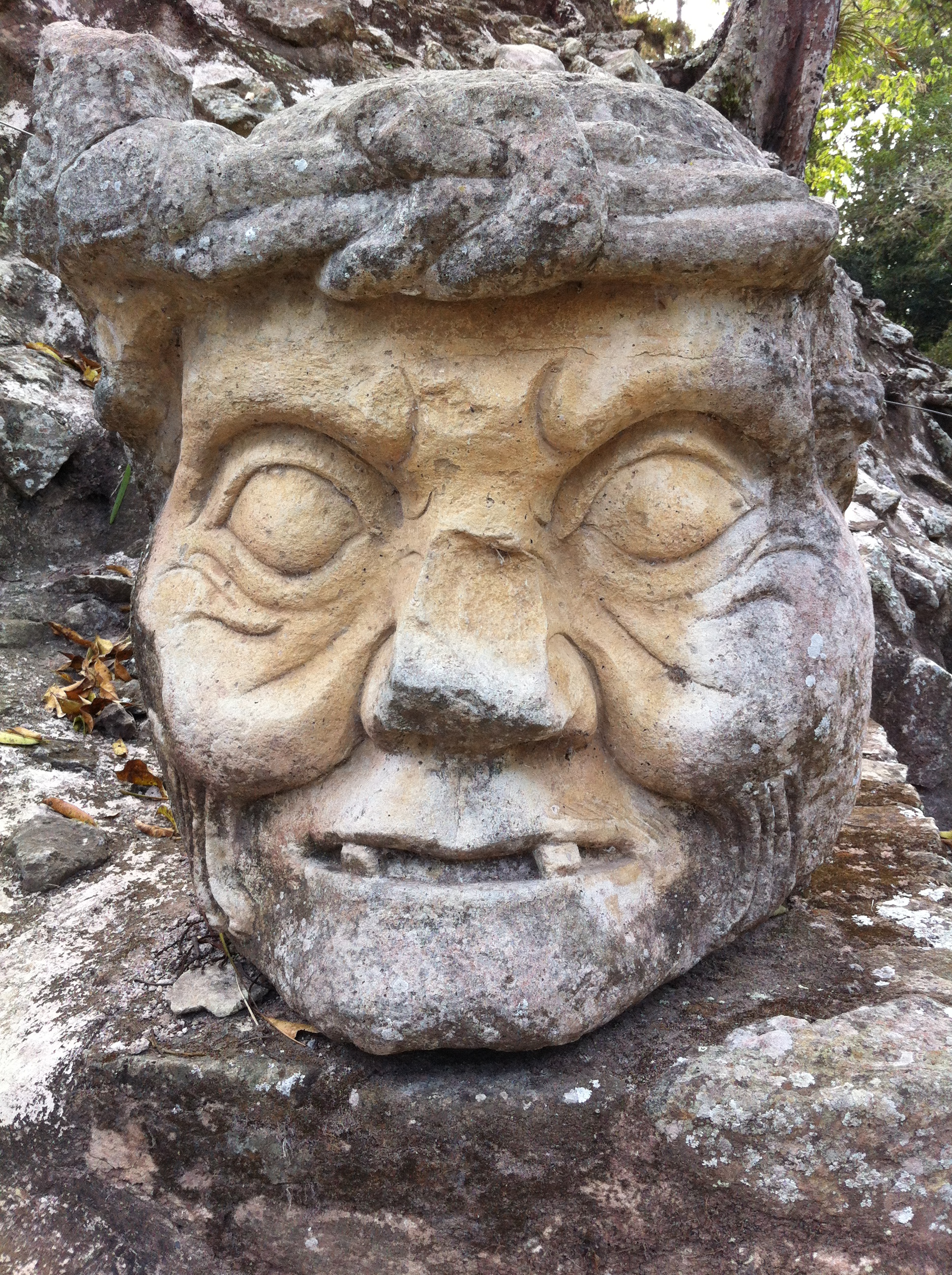
كوبان
معبد كوبان
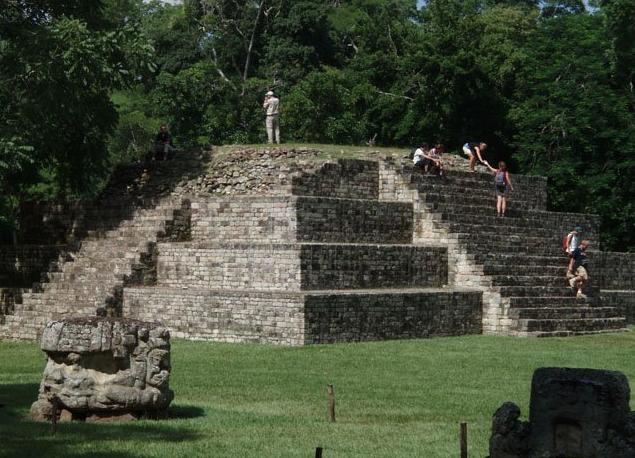
آثار، كوبان
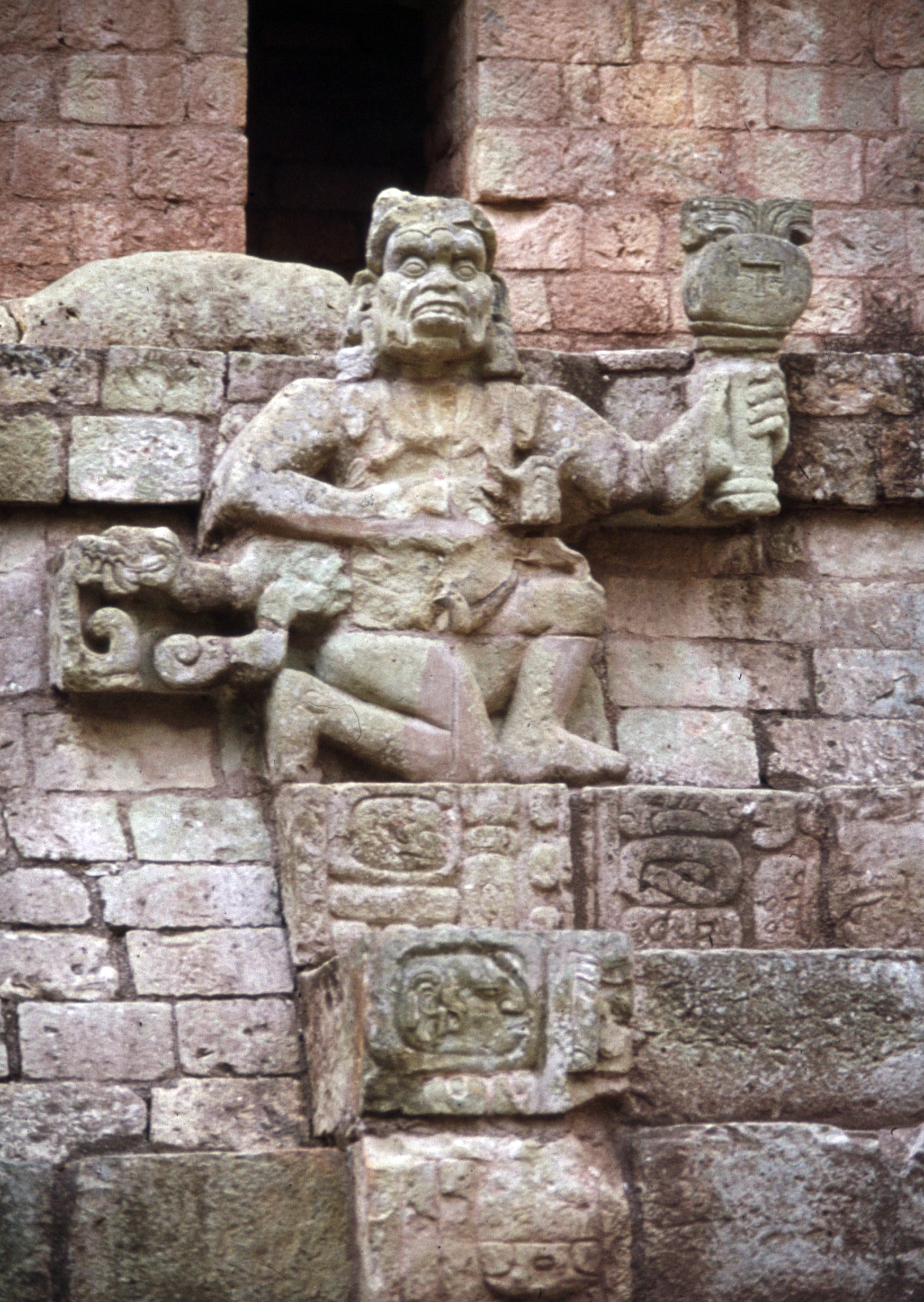
أنسان من كوبان